# 德爾尼什
德爾尼什是克羅地亞的城鎮，位於該國南部，希贝尼克和克宁之间。距離亞得里亞海沿岸約20公里，由希貝尼克-克寧縣負責管轄，面積221平方公里，海拔高度278米，2006年人口8,595。

## 外部連結
- Official site （页面存档备份，存于）